# Luxborough
Luxborough is een civil parish in het bestuurlijke gebied Somerset West and Taunton, in het Engelse graafschap Somerset met 237 inwoners.